# جوتام بوذا نجر
جوتام بوذا نجر رمزها «GB» (بالإنجليزية: Gautam  Buddha  Nagar)‏ ، هو تقسيم إداري لدولة الهند تتبع ولاية أتر برديش (بالإنجليزية: Uttar  Pradesh)‏ ، مركزها هو مدينة نويدا (بالإنجليزية: NOIDA)‏ عدد سكانها حسب تعداد سنة 2001 هو 1,191,263 ، مساحتها 1,269 كم² وكثافة السكان 939 لكل كم² .